# 洪庄镇
洪庄镇，是中华人民共和国江苏省连云港市东海县下辖的一个乡镇级行政单位。

## 行政区划
洪庄镇下辖以下地区：
洪庄村、车站村、十里村、沟南村、陈栈村、陈西村、薛团村、王庄村、阳街村、阳春村和连湾村。